# Elección de liderazgo del Partido Unionista del Úlster de 2012
La elección para el liderazgo del Partido Unionista del Ulster (en inglés, Ulster Unionist Party, UUP) se realizó el 31 de marzo de 2012. El UUP realiza una elección para el cargo cada año en su reunión general anual, que normalmente reelige al titular sin oposición. La elección fue convocada después de que el dirigente incumbente, Tom Elliott, inesperadamente anunciase  el 8 de marzo de 2012 que no buscaría la reelección. Las postulaciones cerraron el 16 de marzo de 2012.

## Resultados
| Candidato        | Total | Total | Total |
| Candidato        | Votos | Votos | %     |
| ---------------- | ----- | ----- | ----- |
| Mike Nesbitt     | 536   |       | 80.2  |
| John McCallister | 129   |       | 19.3  |
| Nulos            | 3     |       | 0.4   |
| Total            | 668   | 668   | 100   |